# Alice FitzAlan, hraběnka z Kentu
Alice FitzAlan, hraběnka z Kentu (1350, Sussex – 17. března 1416), LG, byla anglickou šlechtičnou, dcerou 10. hraběte z Arundelu a manželkou 2. hraběte z Kentu, nevlastního bratra krále Richarda II. Byla také předkem králů Eduarda IV., Richarda III. a Jindřicha VII., a babičkou skotské královny Johany Beaufortové. V roce 1388 byla jmenována dámou podvazkového řádu.

## Původ
Alice FitzAlan se narodila asi v roce 1350 na hradě Arundel v anglickém Sussexu jako druhá dcera 10. hraběte z Arundelu a Eleonory z Lancasteru. Měla šest sourozenců, včetně Richarda FitzAlana, pozdějšího 11. hraběte z Arundelu, a Jany FitzAlanové, budoucí hraběnky z Herefordu, Essexu a Northamptonu. Měla také dva nevlastní bratry z předchozích manželství obou rodičů.
Jejími prarodiči byli 9. hrabě z Arundelu a Alice z Warenne a 3. hrabě z Lancasteru s Maud Chaworthovou.

## Manželství a potomci
V roce 1354 byla ve věku čtyř let zasnoubena s otcovým schovancem, o dva roky starším Edmundem z Mortimeru, který se v roce 1360 stal 3. hrabětem z March. Manželství se však neuskutečnilo. Alice se místo toho 10. dubna 1364 ve čtrnácti letech provdala za stejně starého Tomáše Hollanda, 2. hraběte z Kentu, nevlastního bratra budoucího krále Richarda II., s nímž měl stejnou matku Janu z Kentu. Od otce do manželství obdržela 4000 marek. Po sňatku se stala lady Hollandovou. V roce 1381 se stala hraběnkou z Kentu, když se její manžel ujal dědictví po otci.
Lord Hollan byl v roce 1366 jmenován kapitánem anglických vojsk v Akvitánii, v roce 1375 se stal rytířem podvazkového řádu. O dva roky později v roce 1377 nastoupil jeho nevlastní bratr na trůn jako Richard II. Alicin manžel se stal jedním z hlavních rádců mladého krále, na něhož měl velký vliv. To vedlo k Tomášovu a Alicinu obohacení. V roce 1388 byla Alice jmenována dámou podvazkového řádu.
Za třiatřicet let trvajícího manželství Alice porodila deset dětí:
- Alianore Hollandová (13. října 1370 – říjen 1405)
- Tomáš Holland, 1. vévoda ze Surrey (8. září 1372 – 7. ledna 1400)
- Jan Holland
- Richard Holland
- Alžběta Hollanová (? – 4. ledna 1423)
- Jana Hollandová (1380 – 12. dubna 1434)
- Edmund Holland, 4. hrabě z Kentu (6. ledna 1383 – 15. září 1408)
- Markéta Hollandová (1385 – 31. prosince 1439)
- Eleonora Hollandová (1386 – po 1413)
- Bridget Hollandová (? – před 1416)

## Pozdější roky
Alicin manžel zemřel 25. dubna 1397. V roce 1399 byl král Richard II. sesazen a trůn uchvátil Jindřich IV., zeť její starší sestry Jany. V lednu 1400 byl její nejstarší syn Tomáš, který zdědil po otci titul a byl 3. hrabětem z Kentu, v Cirencesteru zajat a bez soudu davem rozzlobených občanů, jako hlavní spiklenec povstání Epiphany proti Jindřichovi IV., popraven. Rebelové doufali, že se zmocní krále Jindřicha, zabijí ho a na trůn znovu dosadí krále Richarda. O méně než tři roky dříve byl Alicin bratr Richard FitzAlan, 11. hrabě z Arunelu a lord navrhovatel popraven za odpor proti králi Richardovi II.
Alice zemřela 17. března 1416 ve věku 66 let.

## Potomstvo
Mezi Aliciny slavné potomky patřili angličtí králové Eduard IV., Richard III. (i jeho manželka Anna Nevillová), Jindřich VII. Tudor a s ním všichni následní panovníci z dynastie Tuorovců. Alice byla také předkem skotských panovníků Jakuba II., Marie Stuartovny a Jakuba I. Stuarta, který byl také králem Anglie. Mezi její potomky patřila také poslední manželka Jindřicha VIII., Kateřina Parrová; hrabě Richard Neville, v historii známý jako Králotvůrce.

## Vývod z předků
|                |                                       |  |                        |                                           |  |  |  |  |  |  |  | Jan FitzAlan, 7. hrabě z Arundelu |
|                |                                       |  |                        |                                           |  |  |  |  |  |  |  |                                   |
|                | Richard FitzAlan, 1. hrabě z Arundelu |  |                        |                                           |  |  |  |  |  |  |  |                                   |
|                |                                       |  |                        |                                           |  |  |  |  |  |  |  |                                   |
|                |                                       |  |                        | Isabela Mortimerová                       |  |  |  |  |  |  |  |                                   |
|                |                                       |  |                        |                                           |  |  |  |  |  |  |  |                                   |
|                | Edmund FitzAlan, 2. hrabě z Arundelu  |  |                        |                                           |  |  |  |  |  |  |  |                                   |
|                |                                       |  |                        |                                           |  |  |  |  |  |  |  |                                   |
|                |                                       |  |                        | Tomáš I. ze Saluzza                       |  |  |  |  |  |  |  |                                   |
|                |                                       |  |                        |                                           |  |  |  |  |  |  |  |                                   |
|                | Alice ze Saluzza                      |  |                        |                                           |  |  |  |  |  |  |  |                                   |
|                |                                       |  |                        |                                           |  |  |  |  |  |  |  |                                   |
|                |                                       |  |                        | Luigia di Ceva                            |  |  |  |  |  |  |  |                                   |
|                |                                       |  |                        |                                           |  |  |  |  |  |  |  |                                   |
|                | Richard FitzAlan, 3. hrabě z Arundelu |  |                        |                                           |  |  |  |  |  |  |  |                                   |
|                |                                       |  |                        |                                           |  |  |  |  |  |  |  |                                   |
|                |                                       |  |                        | Jan z Warenne, 6. hrabě ze Surrey         |  |  |  |  |  |  |  |                                   |
|                |                                       |  |                        |                                           |  |  |  |  |  |  |  |                                   |
|                | Vilém z Warenne                       |  |                        |                                           |  |  |  |  |  |  |  |                                   |
|                |                                       |  |                        |                                           |  |  |  |  |  |  |  |                                   |
|                |                                       |  |                        | Alice z Lusignanu                         |  |  |  |  |  |  |  |                                   |
|                |                                       |  |                        |                                           |  |  |  |  |  |  |  |                                   |
|                | Alice z Warenne                       |  |                        |                                           |  |  |  |  |  |  |  |                                   |
|                |                                       |  |                        |                                           |  |  |  |  |  |  |  |                                   |
|                |                                       |  |                        | Robert de Vere                            |  |  |  |  |  |  |  |                                   |
|                |                                       |  |                        |                                           |  |  |  |  |  |  |  |                                   |
|                | Jana de Vere                          |  |                        |                                           |  |  |  |  |  |  |  |                                   |
|                |                                       |  |                        |                                           |  |  |  |  |  |  |  |                                   |
|                |                                       |  |                        | Alice de Sanford                          |  |  |  |  |  |  |  |                                   |
|                |                                       |  |                        |                                           |  |  |  |  |  |  |  |                                   |
| Alice FitzAlan |                                       |  |                        |                                           |  |  |  |  |  |  |  |                                   |
|                |                                       |  |                        |                                           |  |  |  |  |  |  |  |                                   |
|                |                                       |  | Jindřich III. Anglický |                                           |  |  |  |  |  |  |  |                                   |
|                |                                       |  |                        |                                           |  |  |  |  |  |  |  |                                   |
|                | Edmund z Lancasteru                   |  |                        |                                           |  |  |  |  |  |  |  |                                   |
|                |                                       |  |                        |                                           |  |  |  |  |  |  |  |                                   |
|                |                                       |  |                        | Eleonora Provensálská                     |  |  |  |  |  |  |  |                                   |
|                |                                       |  |                        |                                           |  |  |  |  |  |  |  |                                   |
|                | Jindřich z Lancasteru                 |  |                        |                                           |  |  |  |  |  |  |  |                                   |
|                |                                       |  |                        |                                           |  |  |  |  |  |  |  |                                   |
|                |                                       |  |                        | Robert I. z Artois                        |  |  |  |  |  |  |  |                                   |
|                |                                       |  |                        |                                           |  |  |  |  |  |  |  |                                   |
|                | Blanka z Artois                       |  |                        |                                           |  |  |  |  |  |  |  |                                   |
|                |                                       |  |                        |                                           |  |  |  |  |  |  |  |                                   |
|                |                                       |  |                        | Matylda Brabantská                        |  |  |  |  |  |  |  |                                   |
|                |                                       |  |                        |                                           |  |  |  |  |  |  |  |                                   |
|                | Eleonora z Lancasteru                 |  |                        |                                           |  |  |  |  |  |  |  |                                   |
|                |                                       |  |                        |                                           |  |  |  |  |  |  |  |                                   |
|                |                                       |  |                        | Patrik de Chaworth                        |  |  |  |  |  |  |  |                                   |
|                |                                       |  |                        |                                           |  |  |  |  |  |  |  |                                   |
|                | Patrik de Chaworth                    |  |                        |                                           |  |  |  |  |  |  |  |                                   |
|                |                                       |  |                        |                                           |  |  |  |  |  |  |  |                                   |
|                |                                       |  |                        | Hawise de Londres                         |  |  |  |  |  |  |  |                                   |
|                |                                       |  |                        |                                           |  |  |  |  |  |  |  |                                   |
|                | Maud Chaworthová                      |  |                        |                                           |  |  |  |  |  |  |  |                                   |
|                |                                       |  |                        |                                           |  |  |  |  |  |  |  |                                   |
|                |                                       |  |                        | William de Beauchamp, 9. hrabě z Warwicku |  |  |  |  |  |  |  |                                   |
|                |                                       |  |                        |                                           |  |  |  |  |  |  |  |                                   |
|                | Isabela Beauchampová                  |  |                        |                                           |  |  |  |  |  |  |  |                                   |
|                |                                       |  |                        |                                           |  |  |  |  |  |  |  |                                   |
|                |                                       |  |                        | Maud FitzJohnová, hraběnka z Warwicku     |  |  |  |  |  |  |  |                                   |
|                |                                       |  |                        |                                           |  |  |  |  |  |  |  |                                   |